# Kościół Najświętszego Serca Pana Jezusa w Lublinie
Kościół pw. Najświętszego Serca Pana Jezusa w Lublinie – kościół parafialny w Lublinie mieszczący się przy ul. Władysława Kunickiego w dzielnicy Dziesiąta. Obecny budynek kościoła powstał w końcu XX w.

## Historia

### Drewniany Kościół
Biskup Marian Fulman, ówczesny biskup lubelski oddelegował 3 V 1933r. wikariusza parafii pw. św. Michała w Lublinie – księdza Ignacego Żyszkiewicza, aby zorganizował w dzielnicy Dziesiąta punkt duszpasterski, a następnie parafię. W latach 1933–1934 został wybudowany drewniany kościół w stylu neogotyckim zaprojektowany przez inż. Tadeusza Witkowskiego. Otrzymał tytuł Najświętszego Serca Jezusowego. Świątynia została konsekrowana 10 czerwca 1934 r. przez bp M. Fulmana. W 1985 został przeniesiony do Pilaszkowic, gdzie pełni rolę kaplicy.

### Obecna świątynia
W 1985 roku rozpoczęła się budowa obecnego budynku kościoła, który został zaprojektowany przez arch. Mirosława Załuskiego. Prace budowlane trwały ponad 2 lata. Biskup Bolesław Pylak pobłogosławił świątynię 3 IV 1988 r. Nad realizacją prac czuwał ks. prał. Janusz Bogdański, późniejszy proboszcz parafii. Przez kolejne lata zajmowano się pracami związanymi z wystrojem świątyni według projektu arch. wnętrz Jerzego Durakiewicza. Rzeźby i reliefy wykonał Marian Świst. Obrazy zostały namalowane przez Jerzego Durakiewicza oraz Jerzego Mazurka. Z dawnej drewnianej świątyni do nowego kościoła przeniesiono: organy, obraz św. Antoniego z Padwy oraz dzwon. Konsekracji obecnego kościoła dokonał abp metropolita lubelski Józef Życiński 30 VI 2000 r.

### Kaplica
Pod budynkiem kościoła znajduje się kaplica pw. św. Antoniego Padewskiego, która 27 czerwca 2014 r. została odnowiona z przeznaczeniem do adoracji Najświętszego Sakramentu. Był to dar parafian na 80-lecie parfii oraz w podziękowaniu za kanonizację św. Jana Pawła II.